# Aude (departement)
Aude (11) is een Frans departement, dat zijn naam ontleent aan de gelijknamige rivier, die door het departement stroomt.

## Geschiedenis
Het departement was een van de 83 departementen die werden gecreëerd tijdens de Franse Revolutie, op 4 maart 1790 door uitvoering van de wet van 22 december 1789, uitgaande van een deel van de provincie Languedoc.

## Geografie
Aude is omringd door de departementen Ariège, Haute-Garonne, Tarn, Hérault en Pyrénées-Orientales. In het oosten ligt de Middellandse Zee. Het departement behoort tot de regio Occitanie.
In Aude liggen verschillende burchten van de Katharen. De bekendste is de Cité van Carcassonne. Zie ook: Burchten van de Katharen.
Binnen de Franse ruimtelijke ordening, bestaat Aude uit vijf streken:
- Pays de Lauragais
- Pays Carcassonnais
- Pays de la Haute Vallée de l'Aude
- Pays Corbières Minervois
- Pays de la Narbonnaise

Aude bestaat uit drie arrondissementen:
- Carcassonne
- Limoux
- Narbonne

Aude bestaat uit 19 kantons
- Kantons van Aude

Aude bestaat uit 436 gemeenten (stand op 1 januari 2015).
- Lijst van gemeenten in het departement Aude

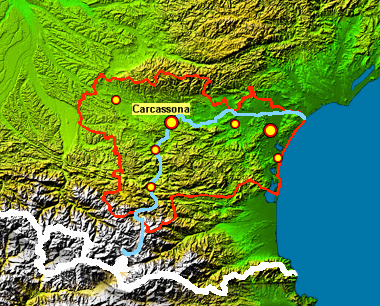
Relatie tussen rivier Aude en departement Aude

## Waterlopen
- Aude
- Canal du Midi

## Demografie
De inwoners van Aude heten Audois.

### Demografische evolutie sinds 1962
| Naam       | Index 1962 | Index 1968 | Index 1975 | Index 1982 | Index 1990 | Index 1999 | Index 2008 | Index 2019 |
| ---------- | ---------- | ---------- | ---------- | ---------- | ---------- | ---------- | ---------- | ---------- |
| Aude       | 100,0      | 103,2      | 101,0      | 104,0      | 110,7      | 114,8      | 129,5      | 138,6      |
| Frankrijk* | 100,0      | 107,1      | 113,3      | 117,0      | 121,9      | 126,0      | 133,8      | 140,1      |

| Naam       | Inw./Km² 1962 | Inw./km² 1968 | Inw./km² 1975 | Inw./km² 1982 | Inw./km² 1990 | Inw./km² 1999 | Inw./km² 2008 | Inw./km² 2019 |
| ---------- | ------------- | ------------- | ------------- | ------------- | ------------- | ------------- | ------------- | ------------- |
| Aude       | 43,9          | 45,3          | 44,4          | 45,7          | 48,7          | 50,5          | 56,9          | 60,9          |
| Frankrijk* | 84,2          | 90,1          | 95,4          | 98,5          | 102,7         | 106,1         | 112,7         | 119,7         |

Frankrijk* = exclusief overzeese gebieden
Bron: Recensement Populaire INSEE - 1962 tot 1999 population sans doubles comptes, nadien Population Municipale
Op 1 januari 2022 had Aude 377.773 inwoners.

### De 10 grootste gemeenten in het departement
| Nr. | Gemeente           | Aantal inwoners (2022) |
| --- | ------------------ | ---------------------- |
| 1   | Narbonne           | 56.692                 |
| 2   | Carcassonne        | 46.429                 |
| 3   | Castelnaudary      | 12.212                 |
| 4   | Lézignan-Corbières | 10.855                 |
| 5   | Limoux             | 10.339                 |
| 6   | Port-la-Nouvelle   | 5.887                  |
| 7   | Coursan            | 5.762                  |
| 8   | Sigean             | 5.620                  |
| 9   | Trèbes             | 5.386                  |
| 10  | Gruissan           | 5.068                  |

## Afbeeldingen

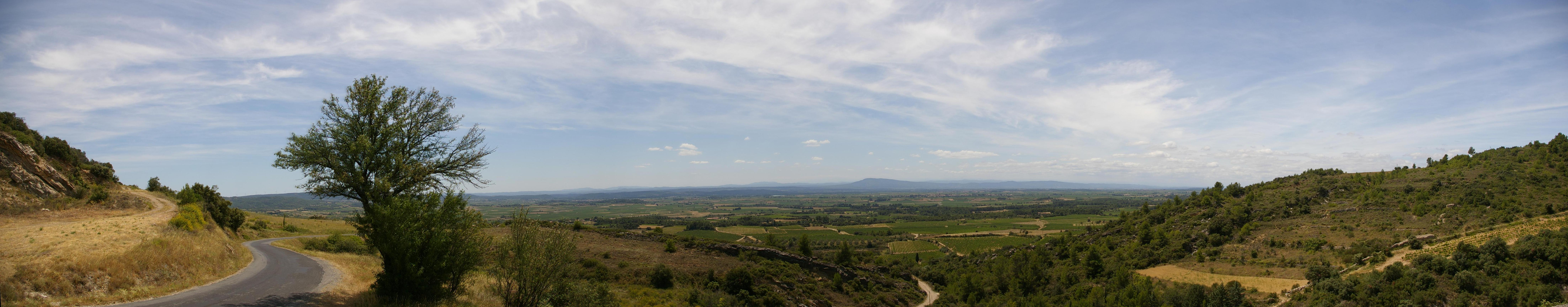
Paranorama van de vallei van de Aude, circa 30 km ten oosten van
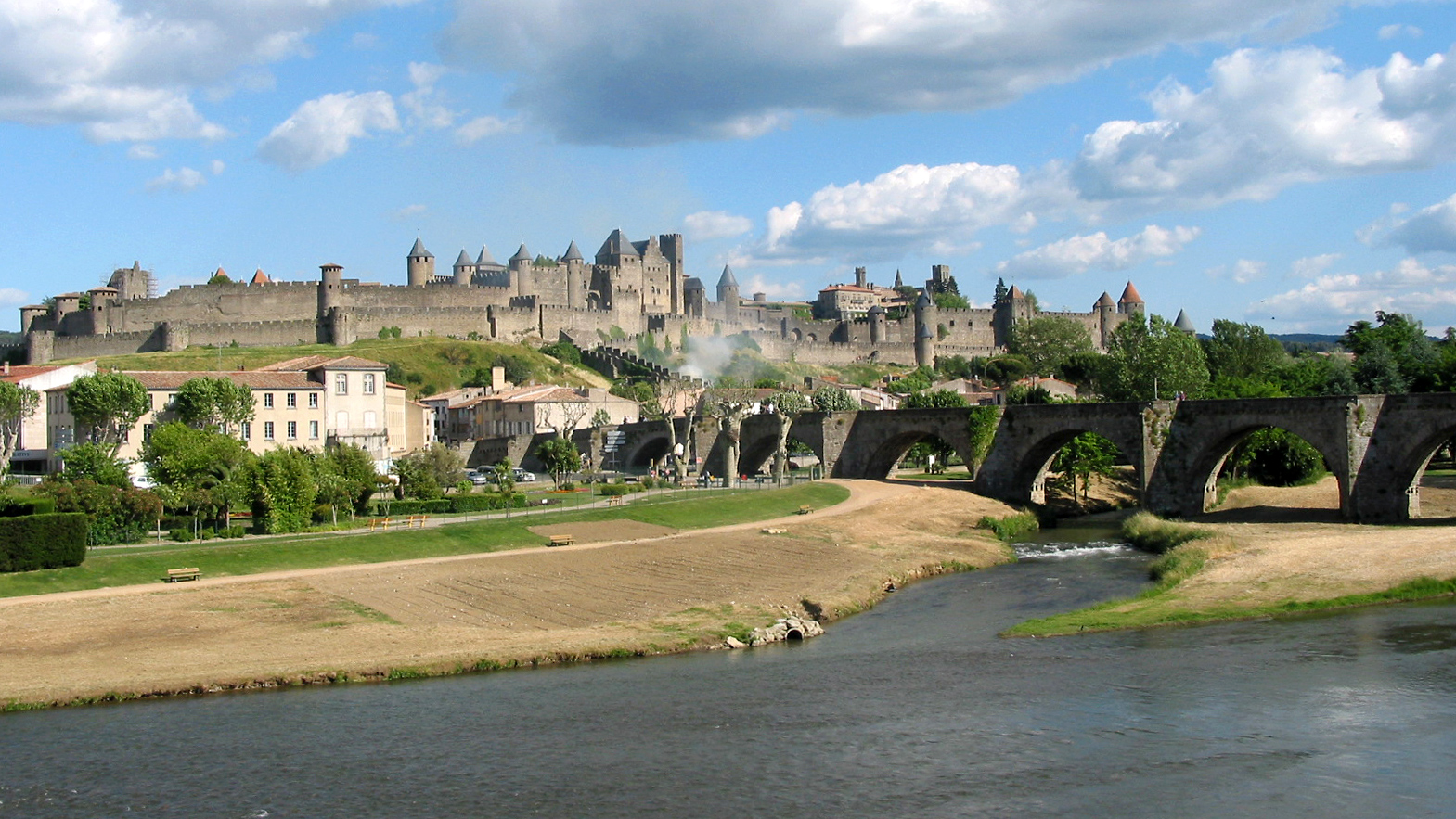
Carcassonne
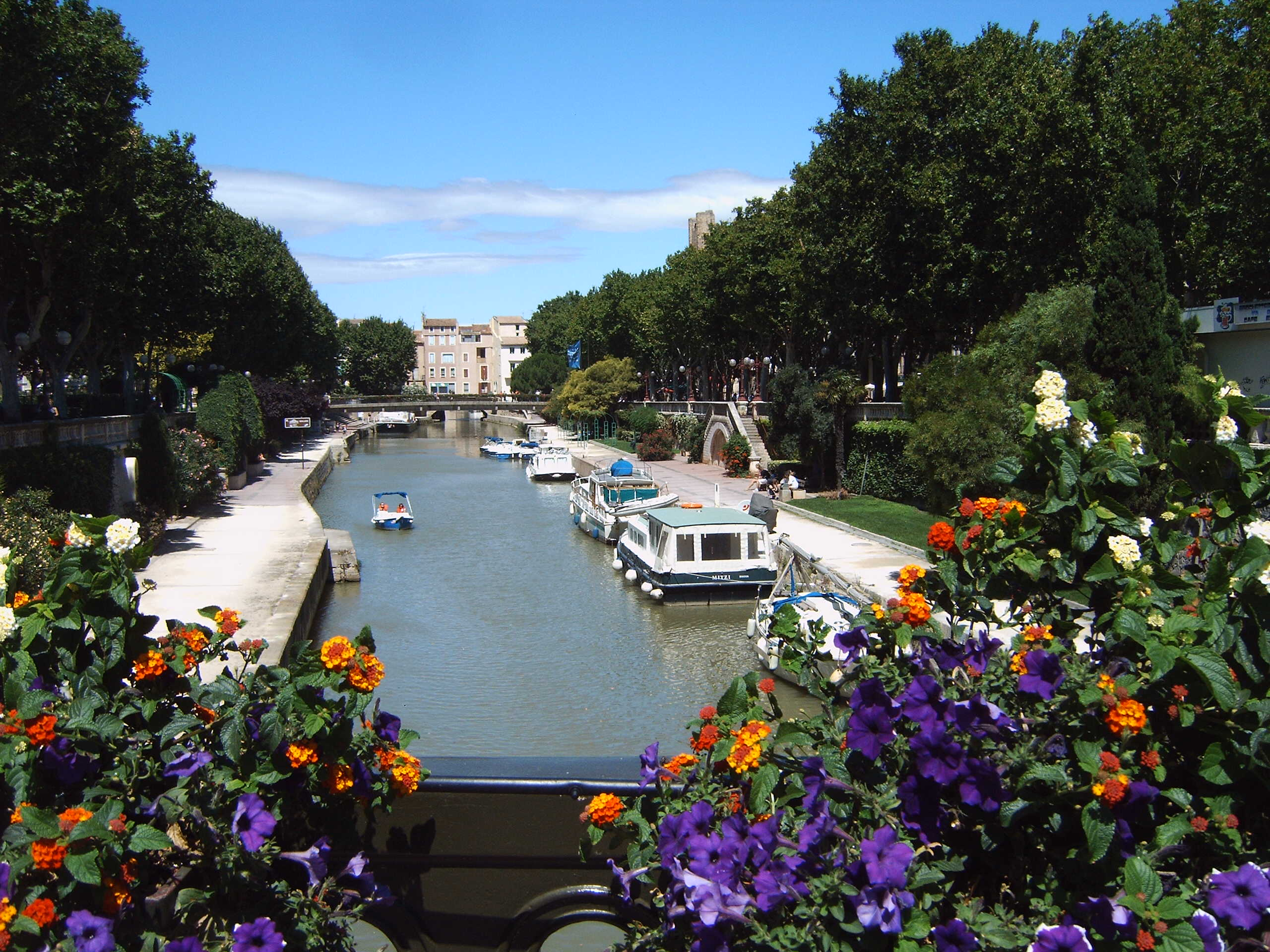
Canal de la Robine, Narbonne
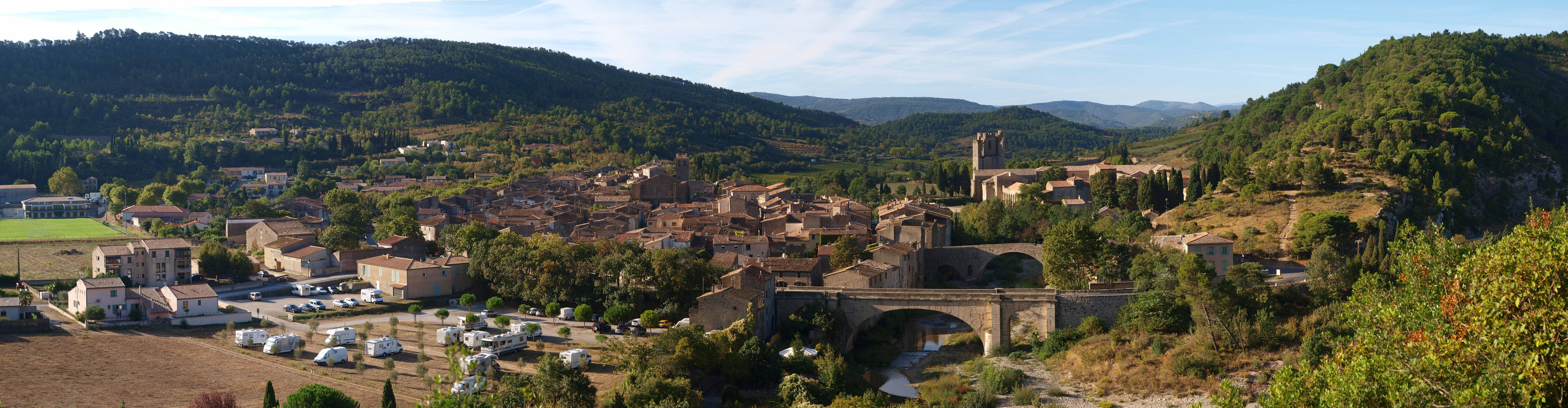
Lagrasse
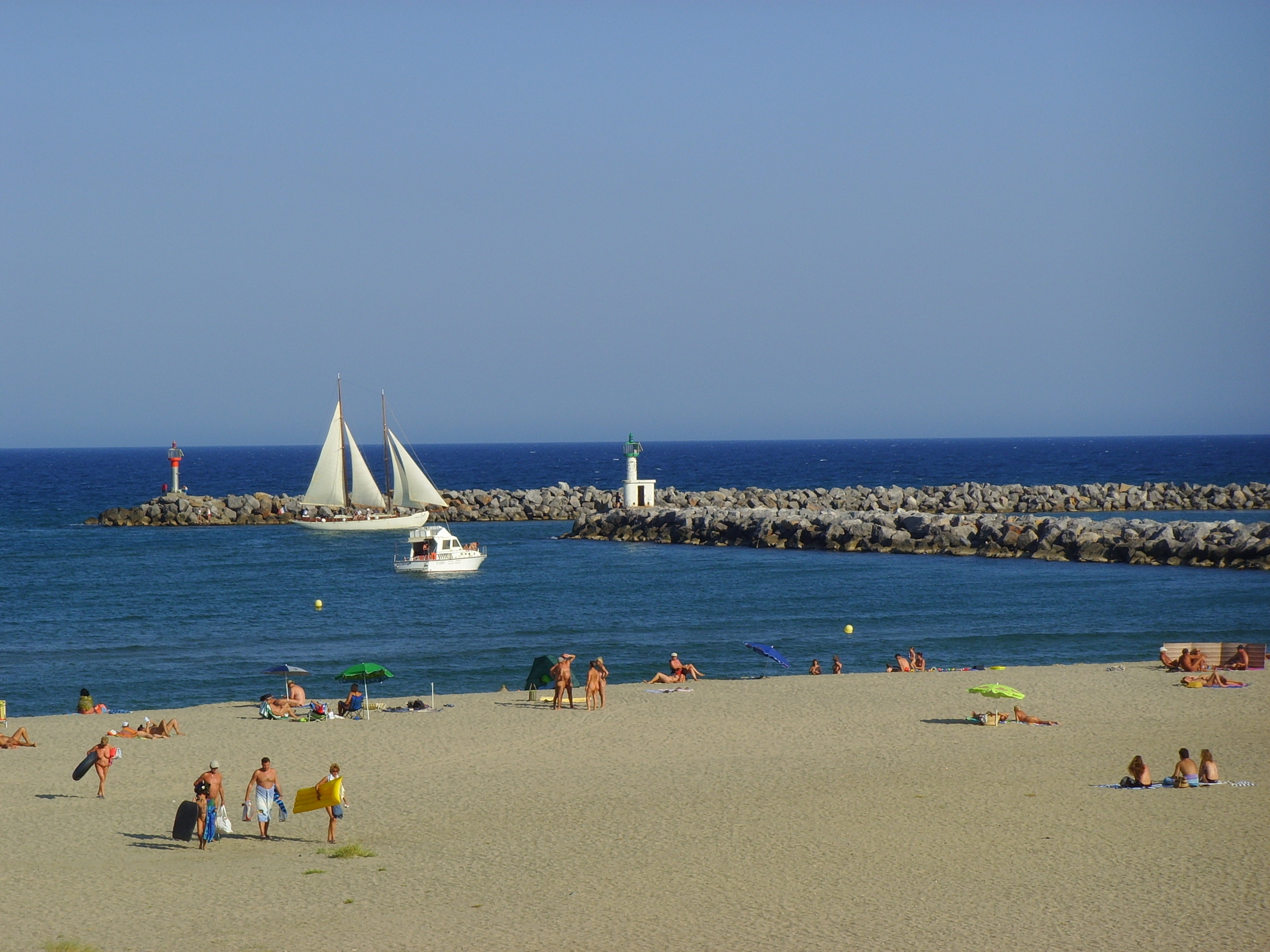
Naaktstrand in Leucate
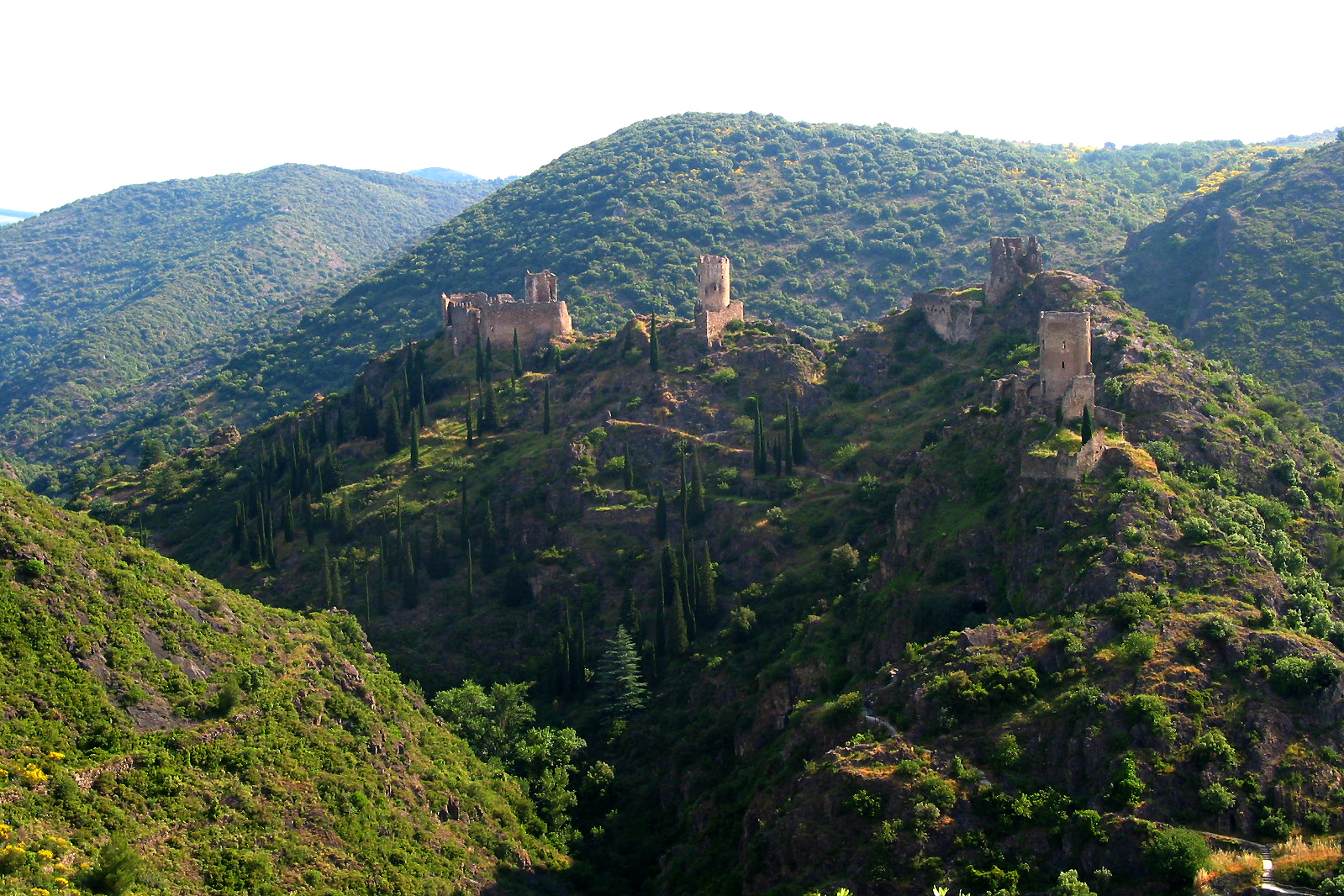
Lastours